# Bons Vizinhos
Bons Vizinhos é uma série de televisão portuguesa estreada a 15 de Junho de 2002 e exibida pela TVI, tendo sido uma das que tiveram menos audiência. A série passa-se numa bonita localidade junto ao rio Tejo denominada de Gaio-Rosário. A mesma tem uma grande vista para a capital, Lisboa, e usufrui de boas paisagens para observação de várias espécies animais. Recentemente, foi reposta na TVI Ficção.

## Elenco
- Alexandre da Silva - Ricardo Passarinha
- Almeno Gonçalves - Jorge Santos
- Ana Catarina Afonso - Miriam
- Anita Guerreiro - Juju
- António Cordeiro - Justo Correia
- Carla Bolito - Carla Ferreira
- Carlos Gonçalves - Joaquim Ferreira
- Cláudia Negrão - Irene Ferreira
- Cremilda Gil - Aurora Carvalho
- Fátima Severino - Isabel Gomes
- Filipa Duarte - Susana Santos
- Filipe Monteiro - Beto Lucas
- Gonçalo Ferreira - Dr. Pedro
- Heitor Lourenço - Luís Porfírio
- João Brás - Manuel Costa
- Joaquim Nicolau - Paulo Ferreira
- José Raposo - Júlio Ferreira
- Juan Soutullo - Manolo San Martin
- Leonor Alcácer - Estela Bento
- Maria Henrique - Alzira Correia
- Maria João Abreu - Guida Santos
- Maria José - Dora Costa
- Mariana Norton - Sandra
- Miguel Cunha - João Santos
- Natalina José - Elsa Sousa
- Octávio de Matos - Henrique Gomes
- Paula Castelar - Marina Barroso
- Pedro Penim - Rui Gomes
- Rui de Sá - Fonseca
- Sónia Brazão - Dulce
- Victor Emanuel - Victor
- Victor Espadinha - Américo

## Elenco adicional
- Fernando Mendes (ator) - homem das mudanças (no último episódio)
- João Rodrigo
- Linda Valadas - Repórter
- Lourdes Lima
- Raquel Maria
- Teresa Faria